# Натрий-калиевая аденозинтрифосфатаза
Na+/K+-АТФ-аза (Na+/K+ аденозинтрифосфатаза, натрий-калиевая помпа, натрий-калиевый насос) — фермент из группы транспортных аденозинтрифосфатаз (КФ 7.2.2.13), встречающийся в плазматической мембране всех клеток животных. Na+/K+-АТФ-аза активно переносит ионы К+ внутрь клетки, в то время как ионы Na+ выбрасываются во внешнюю среду. Фермент не является настоящим антипортером, так как оба катиона транспортируются против электрохимического градиента (градиента потенциала). Основная функция — поддержание потенциала покоя и регулирование клеточного объёма.

## Принцип действия

Схема действия

На первой стадии фермент присоединяет с внутренней стороны мембраны три иона Na+ . Эти ионы изменяют конформацию активного центра АТФ-азы. После этого фермент способен гидролизовать одну молекулу АТФ.
Выделившаяся после гидролиза энергия расходуется на изменение конформации переносчика, благодаря чему три иона Na+ и ион PO43−(фосфат) оказываются на внешней стороне мембраны. Здесь ионы Na+ отщепляются, и присоединяются два иона К+. После этого фермент возвращается в исходную конформацию, фосфат-ион и ионы К+ оказываются на внутренней стороне мембраны. Здесь ионы К+ отщепляются, и переносчик вновь готов к работе.
В итоге во внеклеточной среде создается высокая концентрация ионов Na+, а внутри клетки — высокая концентрация K+. Эта разность концентраций используется в клетках при проведении нервного импульса.

## История
Na+/K+-АТФаза была открыта Йенсом Скоу в 1957 году. Он выделил этот фермент из периферических нервов с помощью уабаина — специфически связывающегося с АТФазой гликозида. В 1997 году за это открытие он был удостоен Нобелевской премии по химии.